# Рудолф II фон Щаде
Рудолф II фон Щаде (на немски: Rudolf II von Stade; † 14 март 1144) от род Удони е граф на Щаде, Дитмаршен и Фреклебен от 1130 г. и третият маркграф на Северната марка (1133 – 1134).

## Биография
Той е вторият син на граф и маркграф Рудолф I фон Щаде († 1124) и съпругата му графиня Рихардис от Спонхайм († 1151), дъщеря на бургграф Херман фон Магденбург († 1118). Брат е на Хартвиг I, архиепископ на Бремен (1148 – 1168), и на Удо IV.
През 1133 г. Рудолф II става маркграф на Северната марка, след смъртта на по-големия му брат Удо IV, който е убит 1130 г. от служителите на Албрехт Мечката. През 1134 г. маркграфството му е отнето и император Лотар III го дава на Албрехт Мечката.
Рудолф II се жени пр. 1128 г. за Елизабет от Траунгау (1124 – 1138), дъщеря на маркграф Леополд от Щирия († 1129). Бракът е бездетен.
На 14 март 1144 г. той е убит от жителите в Дитмаршен. С него измира мъжката графска линия фон Щаде. След смъртта му неговата вдовица Елизабет се омъжва за херцог Хайнрих V от Каринтия († 1161).